# Braunkohlenkombinat Senftenberg
Der VEB Braunkohlenkombinat Senftenberg (BKK Senftenberg) mit Sitz in Brieske war ein Kombinat in der Deutschen Demokratischen Republik.
Das Kombinat war zuletzt für den Abbau von Braunkohle im Lausitzer Braunkohlerevier in den Bezirken Cottbus und Dresden verantwortlich. 

## Geschichte
Zum Zeitpunkt der Kombinatsgründung zum Ende der 1960er Jahre war der VEB Braunkohlenkombinat Senftenberg eine der VVB Braunkohle Cottbus-Senftenberg untergeordnete Organisationseinheit. Nach Auflösung der VVB Braunkohle Leipzig-Borna und VVB Braunkohle Halle-Merseburg im Jahr 1968 war die VVB Braunkohle Cottbus-Senftenberg für die Braunkohlenindustrie auf dem ganzen Gebiet der DDR zuständig. Im Zuge einer abermaligen Umstrukturierung der Volkswirtschaft wurden VVB ab den 1970 als leitende Organe durch Kombinate abgelöst. Im Fall der VVB Braunkohle Cottbus-Senftenberg erfolgte die Auflösung 1980. Hiernach wurde der Braunkohlenbergbau über das Braunkohlenkombinat Bitterfeld (zuständig für das Mitteldeutsche Braunkohlerevier) und das Braunkohlenkombinat Senftenberg (zuständig für das Lausitzer Braunkohlerevier) geleitet.
Beide Kombinate unterstanden dem Ministerium für Kohle und Energie. Weitere zentral geleitete Kombinate im Zuständigkeitsbereich dieses Ministeriums sind in der Liste von Kombinaten der DDR aufgeführt.
Im Zuge der Wende und der anschließenden Wiedervereinigung wurde das Kombinat 1990 aufgelöst und seine Betriebe privatisiert. Nachfolger waren die Lausitzer Braunkohle AG (LAUBAG) und die Lausitzer Bergbau-Verwaltungsgesellschaft (LBV). Letztere wurde 1995 mit dem mitteldeutschen Pendant zur Lausitzer und Mitteldeutsche Bergbau-Verwaltungsgesellschaft (LMBV) zusammengeschlossen. Die LAUBAG fusionierte im Jahr 1993 mit der Energiewerke Schwarze Pumpe Aktiengesellschaft (ESPAG) – dem privatisierten Nachfolger des Gaskombinats Schwarze Pumpe – und wurde 1994 von einem Konsortium westdeutscher Energiekonzerne übernommen.

## Zugehörige Betriebe
Zum Kombinat gehörten zuletzt die folgenden Betriebe: 
- VEB Braunkohlenkombinat Senftenberg, Stammbetrieb
  - Institut für Braunkohlenbergbau Großräschen
  - Tagebau Meuro
  - Tagebau Sedlitz
- VEB Braunkohlenbohrungen und Schachtbau Welzow
- VEB Braunkohlenwerk Cottbus
  - Tagebau Cottbus-Nord
  - Tagebau Jänschwalde
  - Tagebau Schlabendorf-Süd
- VEB Braunkohlenwerk Glückauf Knappenrode
  - Tagebau Bärwalde
  - Tagebau Lohsa
  - Tagebau Nochten
  - Tagebau Reichwalde
- VEB Braunkohlenwerk Oberlausitz Hagenwerder
  - Tagebau Berzdorf
  - Tagebau Olbersdorf
- VEB Braunkohlenwerk Welzow
  - Tagebau Greifenhain
  - Tagebau Scheibe
  - Tagebau Spreetal
  - Spreetal-Nordost
  - Tagebau Welzow-Süd